# Coro
En canto, se denomina coro, coral o agrupación vocal a un conjunto de personas que interpretan una pieza de música coral de manera coordinada y dirigida. 

## Composiciones

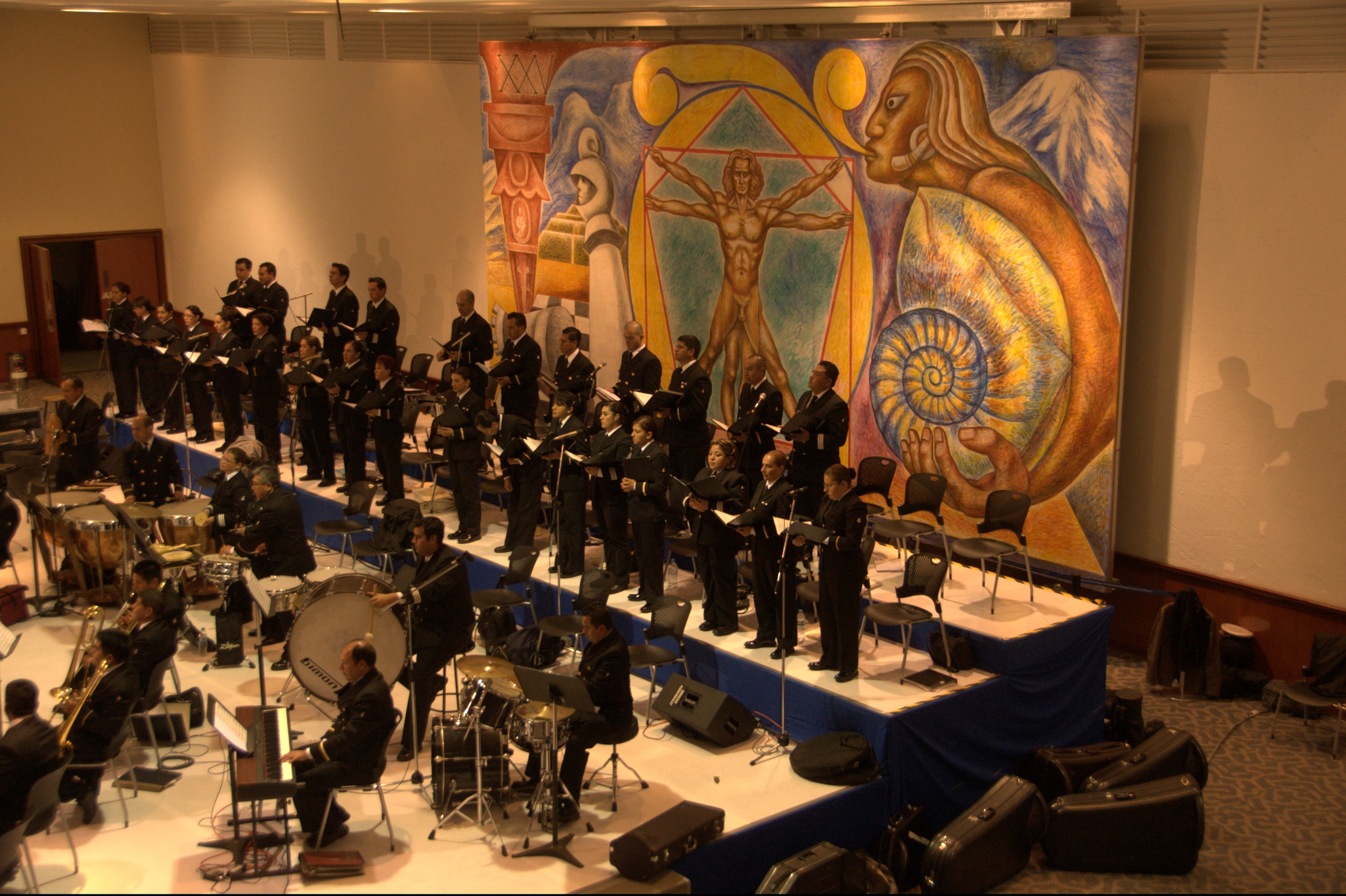
El coro del Orquesta sinfónica y Coro de la Secretaría de Marina Armada de México cantan en el Instituto Tecnológico y de Estudios Superiores de Monterrey, Campus Ciudad de México.

El coro está compuesto por diferentes tipos de voces, agrupadas en cuerdas. Cada cuerda agrupa las voces en función del registro o tesitura (intervalo de notas que es capaz de interpretar) de cada una.
- Soprano: es la voz más aguda de la mujer o del niño. Su registro oscila entre do4 y la5. Es la voz que habitualmente soporta la melodía principal.
- Mezzosoprano: (esta distinción no es habitual en las formaciones corales mixtas, más bien en coros de mujeres solas). Es la voz media de las mujeres u hombres. Su registro se sitúa entre el de las sopranos y las contraltos.
- Contralto: es la voz grave de las mujeres, muy difícil de encontrar (generalmente en esta fila cantan mezzosopranos o incluso sopranos con un registro amplio y voz coloreada (hay que tener mucha más formación vocal para acometer una tesitura que no es natural, el canto de alto en un coro es de mucha complejidad y el registro es para voces mucho más amplias, es muy difícil tener una buena cuerda de altos, ya que son escasas y solo voces de sopranos muy amplias pueden acometer cantar de alto, con una gran técnica). Su registro oscila entre fa3 o incluso más bajo y re5.
- Contratenor y sopranista: es la voz más aguda de los hombres; llega a registros similares a los de la mezzosoprano y soprano (hasta re5 e incluso la5).
- Tenor: es una voz aguda de los hombres, la más aguda cuando no se incluyen contratenores; suele oscilar entre si2 y sol4.
- Barítono: es la voz masculina entre el bajo y el tenor que en el servicio coral se sitúa en la cuerda de bajos. Su registro oscila en entre sol2 y mi4.
- Bajo: es la voz grave; su registro se sitúa entre mi2 y do4.

Los coros se componen habitualmente de cuatro cuerdas: sopranos, contraltos, tenores y bajos. Cada cuerda interpreta simultáneamente una melodía diferente, y gracias a la formación de diferentes acordes se consiguen los efectos deseados por el autor.

### Rol del director
La dirección es el arte de orientar una música, como un concierto coral, mediante gestos visibles con las manos, los brazos, la cara y la cabeza. Los principales deberes del director de coro son unificar a los cantores, establecer el tempo, ejecutar preparaciones y tiempos claros (métrica) y escuchar críticamente y dar forma al sonido del conjunto.
En la mayoría de los coros, la misma persona actúa como director musical (responsable de decidir el repertorio y de contratar a los solistas y acompañantes), maestro de coro (o répétiteur) (responsable de entrenar y ensayar a los cantantes) y director de orquesta (responsable de dirigir la actuación). Sin embargo, estas funciones pueden dividirse, especialmente cuando el coro se combina con otras fuerzas, por ejemplo en la ópera.
El director coral suele estar de pie en una plataforma elevada y puede o no utilizar una batuta; el uso de una batuta da mayor visibilidad a los gestos del director, pero muchos directores corales prefieren dirigir con las manos para lograr una mayor expresividad, especialmente cuando trabajan con un conjunto más pequeño. En la década de 2010, la mayoría de los directores no tocan un instrumento cuando dirigen, aunque en periodos anteriores de la historia de la música clásica, era habitual dirigir un conjunto mientras se tocaba un instrumento. En la música barroca de los años 1600 a 1750, los directores que actúan en la década de 2010 pueden dirigir un conjunto mientras tocan un clavicordio o el violín (véase Concertino). Dirigir mientras se toca un piano también puede hacerse con orquesta de foso. La comunicación suele ser no verbal durante una actuación, pero en las big band de jazz o en los grandes conjuntos pop puede haber instrucciones habladas ocasionalmente. Sin embargo, en los ensayos, el director de orquesta suele dar instrucciones verbales al conjunto, ya que por lo general también actúa como director artístico que elabora la interpretación de la música por parte del conjunto.
Los directores actúan como guías de los coros que muestran el camino. Eligen las obras que se van a interpretar y estudian sus partituras, a las que pueden hacer ciertos ajustes (por ejemplo, en cuanto al tempo, las repeticiones de las secciones, la asignación de los solos vocales, etc.), elaboran su interpretación y transmiten su visión a los cantantes. Los directores de coro también pueden tener que dirigir conjuntos instrumentales como orquesta si el coro canta una obra para coro y orquesta. También pueden ocuparse de cuestiones organizativas, como programar los ensayos, planificar una temporada de conciertos, escuchar audiciones y ensayos y promover su conjunto en los medios de comunicación.

## Disposición de los coros

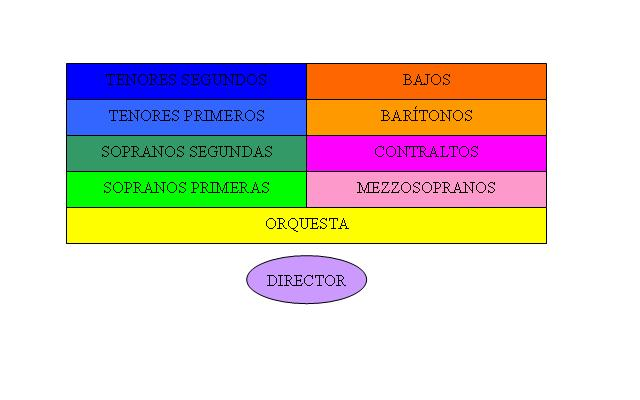
Disposición habitual de un coro.

La elección de la disposición de los coros viene dada por la relación del espacio y la acústica del auditorio, también por el número de integrantes por cada voz.
En general se tiende a la disposición o agrupación por voces graves y agudas o disposición en escala. Esta disposición es paralela a la disposición de los instrumentos de la orquesta y permite un rápido reconocimiento visual por parte del director.
La proporción de las voces dentro del coro viene dada por la potencia y número de armónicos de las mismas. Los bajos son los más potentes y armónicos, por tanto será el grupo proporcionalmente más reducido. Una buena proporción sería, aproximadamente, de un 32-35 % de sopranos, un 25-28 % de contraltos, un 18-22 % tanto de tenores como de bajos, teniendo siempre más tenores que bajos.

## Clasificación de los coros

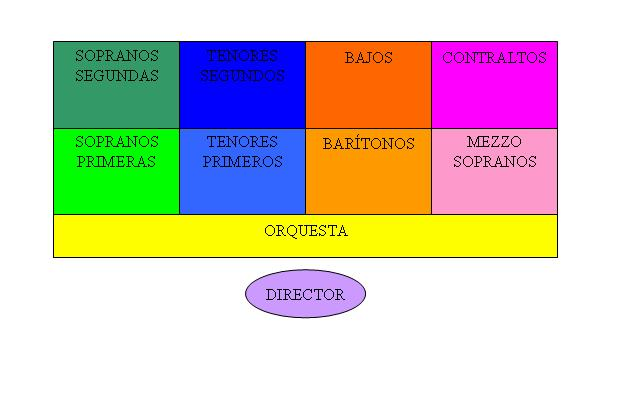
Disposición orquestal de un coro.

La tipología coral puede clasificarse atendiendo a diversos criterios:

### Por el criterio de instrumentalidad
- Coro, a cappella(dando la nota): cuando el coro canta sin acompañamiento instrumental.
- Coro concertante: cuando el coro canta con acompañamiento instrumental.

### Por el criterio detimbreytesitura
Cuando contienen voces de la misma naturaleza, voces blancas o graves a un mismo tiempo.
- Formaciones típicas de coros de voces iguales blancas:
  - A dos voces: sopranos y contraltos.
  - A tres voces: sopranos, mezzosopranos y contraltos.
  - A cuatro voces: sopranos primeras, sopranos segundas, mezzosopranos y contraltos.
- Formaciones típicas de voces iguales graves:
  - A dos voces: tenores y bajos.
  - A tres voces: tenores, barítonos y bajos.
  - A cuatro voces: tenores primeros, tenores segundos, barítonos y bajos.
- Coro al unísono: No es extraño encontrar coros que cantan al unísono, sobre todo en corales menos profesionales o de aficionados, de música popular, o en muchas parroquias, coros de jóvenes, etc. También los coros que cantan música en gregoriano cantan, por exigencias de la partitura, al unísono. Destacan las de muchos monasterios de monjas o monjes, como el caso del Coro de Monjes del Monasterio de Santo Domingo de Silos; el Coro de Monjas del Monasterio de Santa María la Real de Las Huelgas (Burgos); La Capilla Gregorianista Easo Archivado el 4 de marzo de 2016 en Wayback Machine. (San Sebastián).
- Coro de voces mixtas: cuando contienen voces de diferente naturaleza, voces blancas y graves a un mismo tiempo. La composición típica de coros de voces mixtas puede ser:
  - A cuatro voces: sopranos, contraltos, tenores y bajos. Es la formación más habitual, llamada también por su abreviatura SATB.
  - A seis voces: sopranos, mezzosopranos, contraltos, tenores, barítonos y bajos.

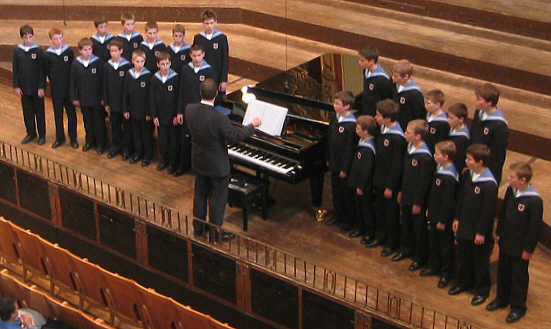
Niños Cantores de Viena, quizá la escolanía con mayor fama en el mundo.

### Tipos de coros en función de la composición de sus voces
- Escolanía: coro de niños o de voces blancas dividido en sopranos y contraltos. Las Escolanías están relacionadas con centros religiosos, debido a la reticencia de las Iglesias cristianas de admitir a las mujeres en los cantos de la liturgia. Las agrupaciones más famosas de voces blancas son los Niños Cantores de Viena, el Coro de niños de Tölz, el Coro de Santo Tomás de Leipzig y el John College Chorus de Londres. Tradicionalmente en España destacan las Escolanías de diversos templos catedralicios o monasterios, como la Escolanía de la Basílica de la Mare de Déu dels Desemparats, en Valencia o la del Monasterio de Montserrat, el San Lorenzo de El Escorial, La Escolania del Coro Easo Archivado el 25 de octubre de 2010 en Wayback Machine., la Escolanía del Recuerdo, la Santa Cruz del Valle de los Caídos, la Escolanía Salesiana "María Auxiliadora" de Sevilla, los Niños Cantores de Gijón y los Infanticos de la Basílica del Pilar en Zaragoza, entre otros, aunque también hay escolanías españolas importantes no ligadas a catedrales y monasterios, por ejemplo el Coro Joven Siete Villas (Cantabria).
- Coro de mujeres o femenino: coro de voces claras dividido en sopranos, mezzos y contraltos.
- Coro de hombres: coro de voces oscuras dividido en tenores altos, tenores bajos, barítonos y bajos.
- Coro mixto: coro de voces claras y oscuras. Es el más completo debido a la presencia de toda la gama de tesituras y timbres.

### Clasificación de los coros atendiendo al tamaño
- Cuarteto vocal mixto, formado por cuatro cantantes, uno de cada tesitura, es uno de los más reconocidos ante el Poeta William Shakespeare.
- Octeto: duplicación del cuarteto mixto.
- Coro de cámara: de reducidas dimensiones (entre diez y veinte cantantes). Aunque habiendo las cuatro tesituras de voces habituales puede cantar cualquier composición habitual, muchas composiciones son específicas para un coro de pequeñas dimensiones. La composición más popular es el octeto vocal.
- Coro sinfónico, orfeón, masa coral (también llamado Schola u otras denominaciones): es la formación más habitual, con diversidad de integrantes, aunque se considera tal a partir de unos 20 o 25 cantantes, a pesar de haber grandes orfeones y coros sinfónicos con más de 100 cantantes. La palabra 'orfeón' proviene de Orfeo, dios griego bajo cuya protección se encontraba el teatro y, especialmente, los grupos de actores (los coros del teatro clásico).

## Historia

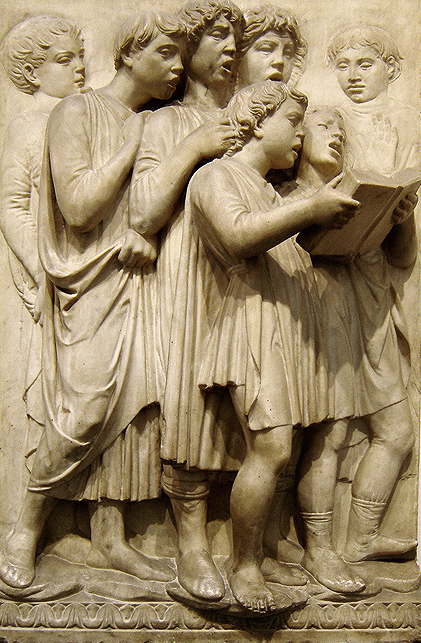
Coro, según Luca della Robbia.

El coro es un juicio colectivo que históricamente nace en el momento en el que un grupo de personas se ponen a cantar juntas bajo unas mismas directrices marcadas por ellas mismas o por la personalidad de un director.
El coro fue tomando forma y auge en Grecia, que es donde nacieron varias de las artes. Coro proviene del griego ronda. Los coros griegos eran formaciones de hombres, mujeres, mixtos o de hombres y niños. Cantaban solamente música monódica, normalmente en el teatro. Los coros eran utilizados para adorar a sus deidades (dioses).
También en otras culturas como la hinduista se utilizaba el canto, generalmente junto a los mantras. Esta era una manera de adorar a sus dioses. Por medio del canto también se contaban leyendas, como ser la creación del mundo.
En el Antiguo Egipto la música era considerada como la jerarquía inmediata al faraón y los principales músicos de la orquesta del palacio real, pero en primer lugar el cantante principal era considerado con rango de parientes del rey. En casi todas estas civilizaciones solo se permitía cantar a los hombres, aunque en Mesopotamia se organizaban coros de mujeres cuando ellas recibían a los hombres que regresaban victoriosos de la guerra. En Mesopotamia la música estaba íntimamente asociada con ritos de adoración a los astros y dioses. El dios Ea era el protector de la música, y se representaba mediante el sonido de un gran tambor. No solo lo adoraban con intervención de la música, sino que lo relacionaban con ella directamente, consideraban que algunos dioses eran músicos según muestran esculturas y relieves.
El coro surgió en la antigua Grecia como expresión musical y teatral colectiva, y siguió existiendo en Roma, donde consta su presencia en actos musicales de circo Flavio, en la época del emperador Claudio.
Ligado en la Edad Media a las funciones litúrgicas, el coro fue adquiriendo mayor importancia gracias a la polifonía en los dos siglos que precedieron al renacimiento. En la Edad Media se forman coros en las iglesias y monasterios para acompañar a la liturgia, normalmente integrados solo por hombres (monasterios masculinos y catedrales) o solo mujeres (monasterios femeninos). En la liturgia habitual respondía y cantaba todo el pueblo conjuntamente (hombres y mujeres). Es también la Edad Media la que inventa una notación musical que llega hasta nuestros días y que nos permite construir el repertorio coral.
A principios del siglo X ―en el periodo conocido como Ars antiqua― aparece la polifonía, que permite el desarrollo de las agrupaciones vocales. Se canta en principio a dos voces y más tarde a tres y cuatro voces, aunque no en forma de coro sino de solistas (tríos y cuartetos).
En los siglos XIV y XV, en el periodo conocido como Ars nova, los niños pasan a formar parte de los coros, constituyendo las voces agudas de las obras polifónicas. En el siglo XVI aumenta el número de integrantes y se nombran las voces según su tesitura (cantus, altus, tenor y bassus).
En los siglos XVII y XVIII, en los periodos denominados Barroco y Clasicismo, los coros siguen aumentando el número de integrantes y las voces que designan su tesitura son nombradas con los términos actuales (soprano, contralto, etc.). Aumenta el número de partes vocales reales. Es la época de las grandes obras corales de Händel, Bach, Vivaldi, Haydn y Mozart.
En el siglo XIX, durante el romanticismo, se da una revolución en el mundo coral con la megalomanía de los conjuntos corales que llegan a agrupar a más de ochocientos integrantes y el fenómeno de socialización, siendo los coros considerados como medios de solidaridad y formación de los individuos. El siglo XX continúa con el fenómeno de socialización.
Himno de Venezuela

## Coros litúrgicos católicos
Los coros litúrgicos católicos de la Edad Media y del Renacimiento requerían una escritura exclusivamente para voces masculinas. Eso hace que para los coros de aficionados actuales, las voces graves sean muy graves y que las voces agudas sean el equivalente de una contralto femenina, que es la altura máxima a la que podía llegar razonablemente un falsetista. Eso hace a su vez que las partituras escritas deban transcribirse una tercera mayor o una cuarta justa por encima de la tonalidad original, para poder ser interpretadas por coros modernos a voces mixtas.
Un ejemplo es el motete Sicut Cervus Desiderat, de Palestrina, cuya versión moderna editada en Italia hacia 1930 está escrito en la tonalidad de fa mayor, y que versiones adaptadas a coros de aficionados transcriben a la mayor.
Algunos directores de coro usan falsetistas varones cantando la voz de contraltos en obras de ese período. A diferencia de una contralto femenina, cuyo tono es neutro o sombrío sobre todo en el registro medio y grave, los falsetistas le infunden a la cuerda un color sumamente especial, rico en armónicos.